# Meekiaria lignea
Meekiaria lignea là một loài bướm đêm trong họ Crambidae.